# Division of Laura Lee
Division of Laura Lee är ett punkrockband från Vänersborg, bildat 1997. Namnet bygger på den amerikanska soulsångerskan Laura Lee, som var populär under 1960- och 70-talen. Bland gruppens musikaliska influenser märks bland andra Nirvana och Sonic Youth.

## Biografi
2002 släpptes skivan Black City, bandets första album på Burning Heart Records. Albumet gillades av kritikerna. Två år senare, 2004, kom albumet Das Not Compute, som även den fick ett gott mottagande. 2005 skulle bandet ha turnerat i USA, men skivbolaget Burning Heart Records ställde in turnén tre dagar innan den skulle börja. Bandet blev bedrövade och tappade gnistan att fortsätta. 2008 släpptes albumet Violence Is Timeless, denna gången på bolaget I Made This. Skivan mottogs väl. 2013 utgavs albumet Tree på bolaget Oh, Really?!.

## Medlemmar
Nuvarande medlemmar
- Viktor Lager - Gitarr (2010–idag)
- Per Stålberg – gitarr, sång (1997–idag)
- Jonas Gustafsson – basgitarr, sång (1997–idag)
- Håkan Johansson – trummor (1997–idag)[4]

Tidigare medlemmar
- Henrik Röstberg – gitarr (1997–2002)[6]

## Diskografi
Studioalbum
- 2002 – Black City
- 2004 – Das Not Compute
- 2008 – Violence Is Timeless
- 2013 – Tree

EP
- 1999 – Milemarker vs. Division of Laura Lee (delad 7" vinyl)
- 2010 – Violence is Timeless (mp3)

Singlar
- 1998 – "There's a First Time for Everything" (7" vinyl)
- 1999 – "44" / "Going For the Throat...Again" (delad 7" vinyl: Division of Laura Lee / Impel)
- 2001 – "Pretty Electric" (CD/7" vinyl)
- 2002 – "Need to Get Some" (CD/7" vinyl)
- 2002 – "Black City" (CD/7" vinyl)
- 2003 – "Trapped In" (CD/7" vinyl)
- 2004 – "Does Compute" (CD, promo)
- 2008 – "Lax" (CD, promo)
- 2012 – "Cabin" / "Jam/Hoover" (7" vinyl)

Samlingsalbum
- 1999 – At the Royal Club
- 2003 – 97–99

## Relaterade grupper
- David Fransson – Swedish Chefs, Shutlanger Sams och Kims karusell.
- Per Stålberg – Outstand och Ultimate Concern.
- Jonas Gustafsson – Uncle, Stab Boys Underground, Kill Kill Kill, Red Station, New Direction och Idiot Dancer.
- Håkan Johansson – Uncle och Start Today.